# Abisara neophron
Abisara neophron is een vlindersoort uit de familie van de prachtvlinders (Riodinidae), onderfamilie Nemeobiinae.
Abisara neophron werd in 1861 beschreven door Hewitson.